# 宮城まり子のチャリティーテレソン
『ありがとう！ まり子のチャリティーテレソン』（まりこのチャリティーテレソン）は、1975年3月21日から3月22日にかけての25時間にわたり当時の近畿放送（現・京都放送＝KBS京都）テレビが実施した日本初の長時間チャリティーテレビ番組イベントである。テレソンとはテレビとマラソンを組み合わせた造語で、テレビの長時間番組でよく採用されている。

## 概要
女優で、肢体不自由児の社会福祉施設「ねむの木学園」を主宰する宮城まり子が司会を務め、身体障害者の社会参加を呼びかける趣旨のもとで25時間のチャリティーテレビ番組を実施。特に、京都府内に身障者のリハビリセンターを建設することを中心の目的として開催された。このチャリティーテレソンキャンペーンはすでにこの当時、オランダ、アメリカでは実施されていたが、日本では独立UHFの府域局ながらも初の試みだった。民放での放送ながら、CMを1本も入れなかった。
宮城は放送日、かつ自らの誕生日でもある3月21日付京都新聞朝刊の近畿放送の全面広告ページに寄せた寄稿で、「1974年に『ヨーロッパ国際リハビリテーション会議』という国際会議に参加した際、オランダのヘッド・ドルプという町を訪れて、1963年にその町の身体障碍者の福祉施設の園長が、障害児の未来のためにということで23時間にわたるチャリティーマラソンを開催し、その収益金で福祉施設を建設した」ことを知り、「これを、日本でも福祉のためにテレビ番組を犠牲にしてまで国民に訴えることができるだろうか」と、同様のチャリティーマラソンを考えたという。オランダの23時間、アメリカでは24時間のテレソンが行われたが、「それを上回る25時間でできないだろうか」と近畿放送に提案し、それを受け入れられたという。
その反響は凄まじく、視聴者から集められた浄財は4600万円を超えたといい、近畿放送の親会社であり、報道協定を結んでいる京都新聞の3月22日付夕刊（朝刊は新聞休刊日）の1頁・社会面に加え、特集頁が設けられた。社会面の記事によれば、本社直通の募金受付電話には、1万本を超える問い合わせや激励の電話が寄せられ、回線がパンクし3時間かけっぱなしもつながらず、挙句はついに近畿放送のスタジオに押し掛けた市民までいたといわれている。この年のギャラクシー賞年間優秀賞（第12回）受賞を果たす。
その6年後の1981年4月25日18:00から4月27日0:00にかけては、近畿放送の開局30周年と愛称「KBS京都」の制定ならびに国際障害者年の開催を記念し、これよりもさらに5時間長い30時間にわたる『まり子の30時間チャリティーテレソン』を開催した。この時も京都府内に身障者のリハビリセンターを作ることを中心に、視聴者からの浄財を募集した。
同局ではこの翌年より『かたつむり大作戦』を開始している。

## プログラム
（出典：）
- 3月21日0:00-1:00 オープニングセレモニー「まり子のテレソンを語る」と題した基調講演（手話付き）
- 1:00-2:30 討論会「まり子と若者・共に生きる」川村尚、野上芳彦、ボランティア団体の代表らを交えた討論（手話付き）
- 2:30-4:00 「真夜中のコンサート」高石ともやとナターシャーセブン、長谷川きよしのスタジオでのジョイントコンサート
- 4:00-6:00 映画「日曜日の朝がやってきた」 チェコ制作の小児まひ児の少年の記録映画
- 6:00-6:15 京の夜明け
- 6:15-7:20 まり子のフリータイム（フリートーク）
- 7:20-8:00 討論会「京都のリハビリテーション構想」
- 8:00-8:45 KBSエリアスコープ（京都新聞ニュース・天気予報など） この中で「まり子とわらべ歌」と題した取材があった
- 8:45-9:20 チャリティーブレーク 笑福亭松鶴と来賓として招かれた当時の厚生大臣・田中正巳の対談
- 9:20-10:00 討論会「日本の福祉政策の現状」
- 10:00-11:00 海外取材フィルム「高福祉国を訪ねて・西ドイツ、イギリス」 今回のテレソンに当たり、宮城が実際にヨーロッパの福祉事情を取材・表敬訪問した時の模様を放送した
- 11:00-11:30 討論会「ハンディキャップはつくられている」
- 11:30-12:00 聞いてください、聞かせてください
- 12:00-12:20 福祉について 桂米朝と来賓で当時の京都府知事・蜷川虎三による対談
- 12:20-13:30 討論会「お母さんと一緒に」 身体障碍を持つ子供とその母親による座談会
- 13:30-15:30 日本サッカーリーグのチャリティー練習試合「ヤンマーディーゼルサッカー部対京都紫光サッカークラブ」中継（於・京都市西京極総合運動公園陸上競技場兼球技場） 身体障碍児のサッカークラブ「レインボーチーム」との交流会の模様も放送
- 15:30-16:00 福祉の風土づくり
- 16:00-18:00 チャリティーオークション（於・京都会館別館=現・ロームシアター京都サウスホール）
  - 進行:武部宏、飛鳥井雅和（いづれもKBSアナウンサー）
  - 出演:永六輔、笑福亭鶴三、笑福亭小松、桂春駒、横山ホットブラザーズ、つのゆう子、中川マキ
- 18:00-18:10 KBSエリアスコープ（京都新聞ニュース・天気予報など）
- 18:10-18:50 討論会「リハビリテーションの問題」（手話付き）
- 18:50-19:10 チャリティーブレーク 来賓の衆議院議員・河野洋平や地元関係者らの座談会
- 19:10-19:30 まり子「ねむの木の詩」を語る 19:30からの映画本編の上映に先駆けて、監督・製作総指揮を務めた同作品の撮影や、ねむの木学園の取り組みについての宮城によるモノローグ
- 19:30-21:00 映画「ねむの木の詩」 宮城自らが監督を手掛けたねむの木学園の身体障碍者たちの日常を描いた記録映画
- 21:00-21:30 まり子の一人しゃべり
- 21:30-22:00 討論会「勇気ある人生」 障害者が社会的な自立を果たした人々の体験談
- 22:00-23:30 チャリティースペシャル 上方のお笑いタレントによる漫才・落語などのショーを楽しみながら募金を呼び掛けた
  - 出演:横山ノック・上岡龍太郎、桂文珍、月亭八方、林家小染、木村進、間寛平、今陽子、福の花
- 23:30-23:45 チャリティーブレーク
- 23:45-3月22日0:30 総括討論会「福祉の総括」
- 3月22日0:30-1:00 クロージングセレモニー→そのまま21日付放送終了・テストパターン

## 協賛スポンサー
（出典：）
- AIU（現・AIG損保）
- アサヒビール
- 十條キンバリー（現・日本製紙クレシア）
- 堀内伊太郎商店（現・浅田飴）
- ナスステンレス製作所（現・ナスラック）
- カゴメ
- ロッテ商事
- 松下電器産業（現・パナソニック）
- 明治乳業（現・明治）
- SEIKO（服部時計店。現・セイコーホールディングス）